# Rhinocryptidae
I Rinocriptidi (Rhinocryptidae Wetmore, 1930) sono una famiglia di uccelli passeriformi diffusi in America Centrale e Sud America.

## Descrizione
Sono uccelli passeriformi terricoli di piccola taglia, dotati di zampe robuste e ali corte e arrotondate, dal piumaggio poco appariscente, il cui aspetto ricorda quello dei Formicariidi, a cui in passato venivano associati. I caratteri distintivi della famiglia sono la presenza di narici protette da un opercolo, una siringe di tipo tracheofono, un omero talora ricurvo e uno sterno con quattro intaccature.

## Distribuzione e habitat
La famiglia è diffusa nella ecozona neotropicale. La maggior parte delle specie si concentra nella regione Andina del Sud America; tre sole specie (Scytalopus chocoensis, Scytalopus panamensis e  Scytalopus argentifrons) si trovano nell'estremità meridionale dell'America centrale.

## Tassonomia
La famiglia Rhinocryptidae comprende i seguenti generi e specie:
- genere Acropternis
  - Acropternis orthonyx (Lafresnaye, 1843)

- genere Pteroptochos
  - Pteroptochos castaneus Philippi & Landbeck, 1864 - uet-uet golacastana
  - Pteroptochos tarnii (King, 1831) - uet-uet golanera
  - Pteroptochos megapodius Kittlitz, 1830

- genere Scelorchilus

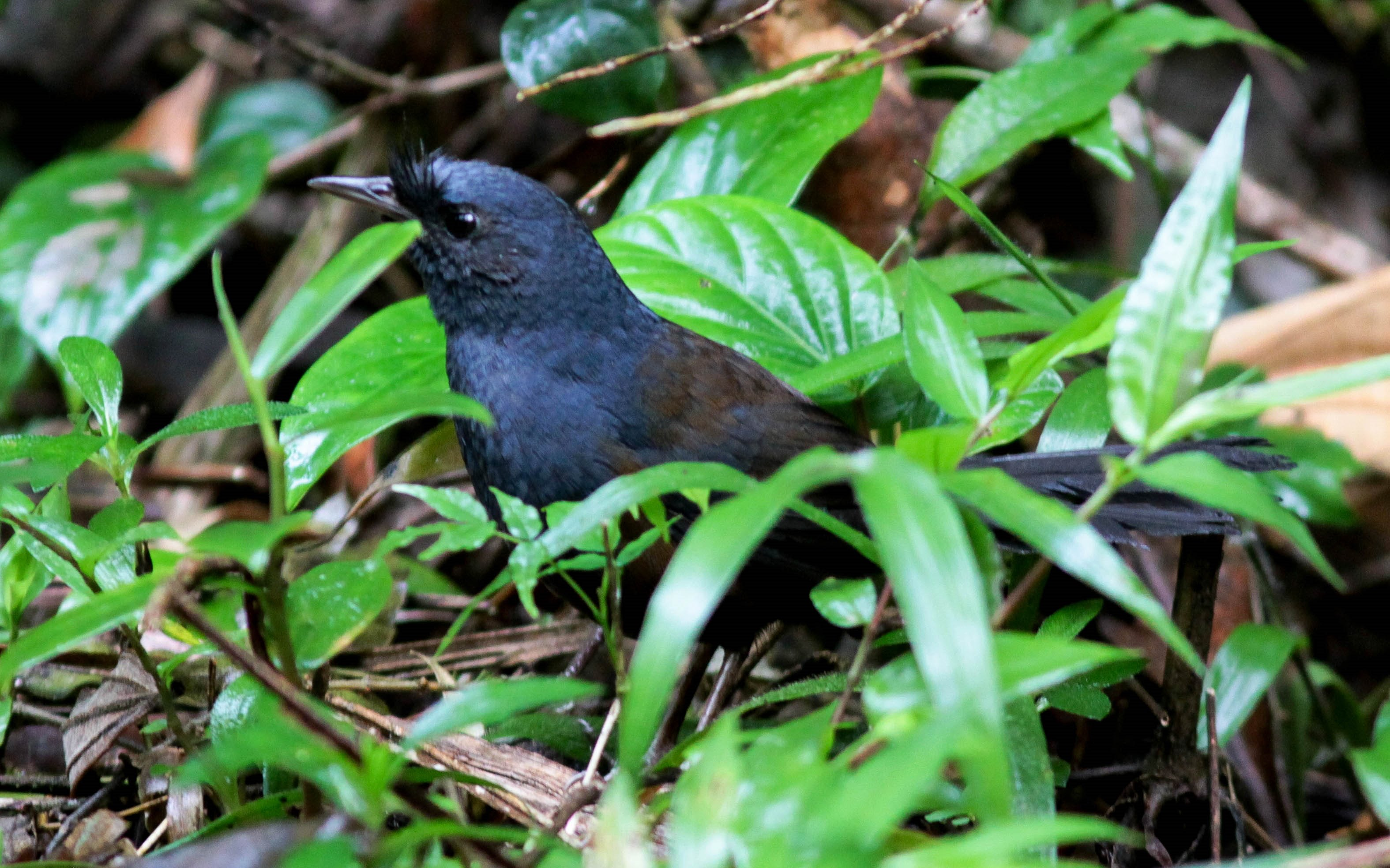
Merulaxis ater

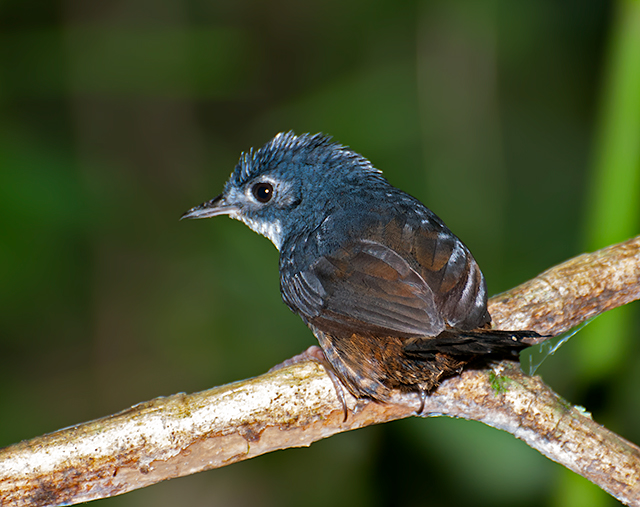
Eleoscytalopus indigoticus

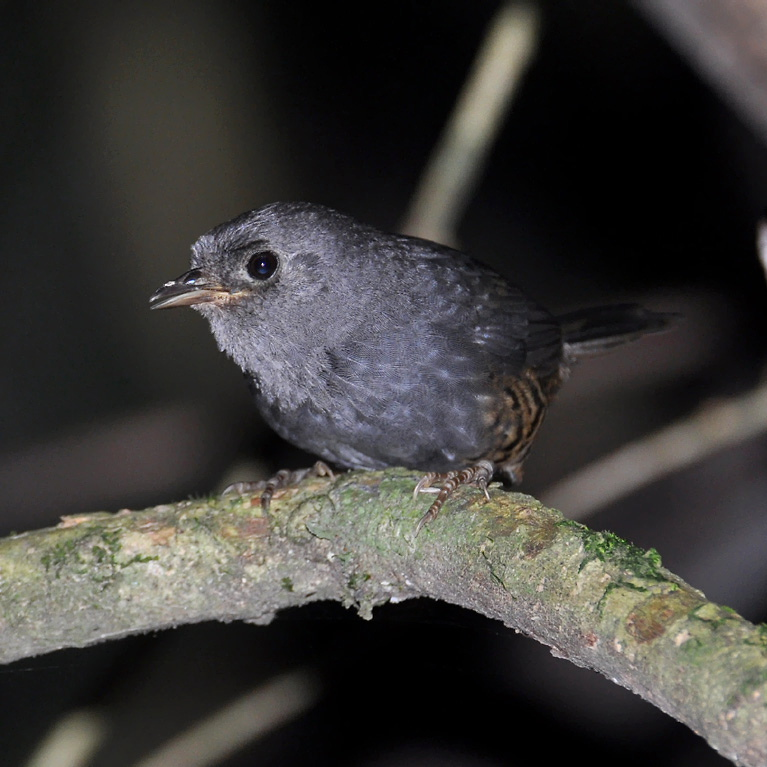
Scytalopus pachecoi

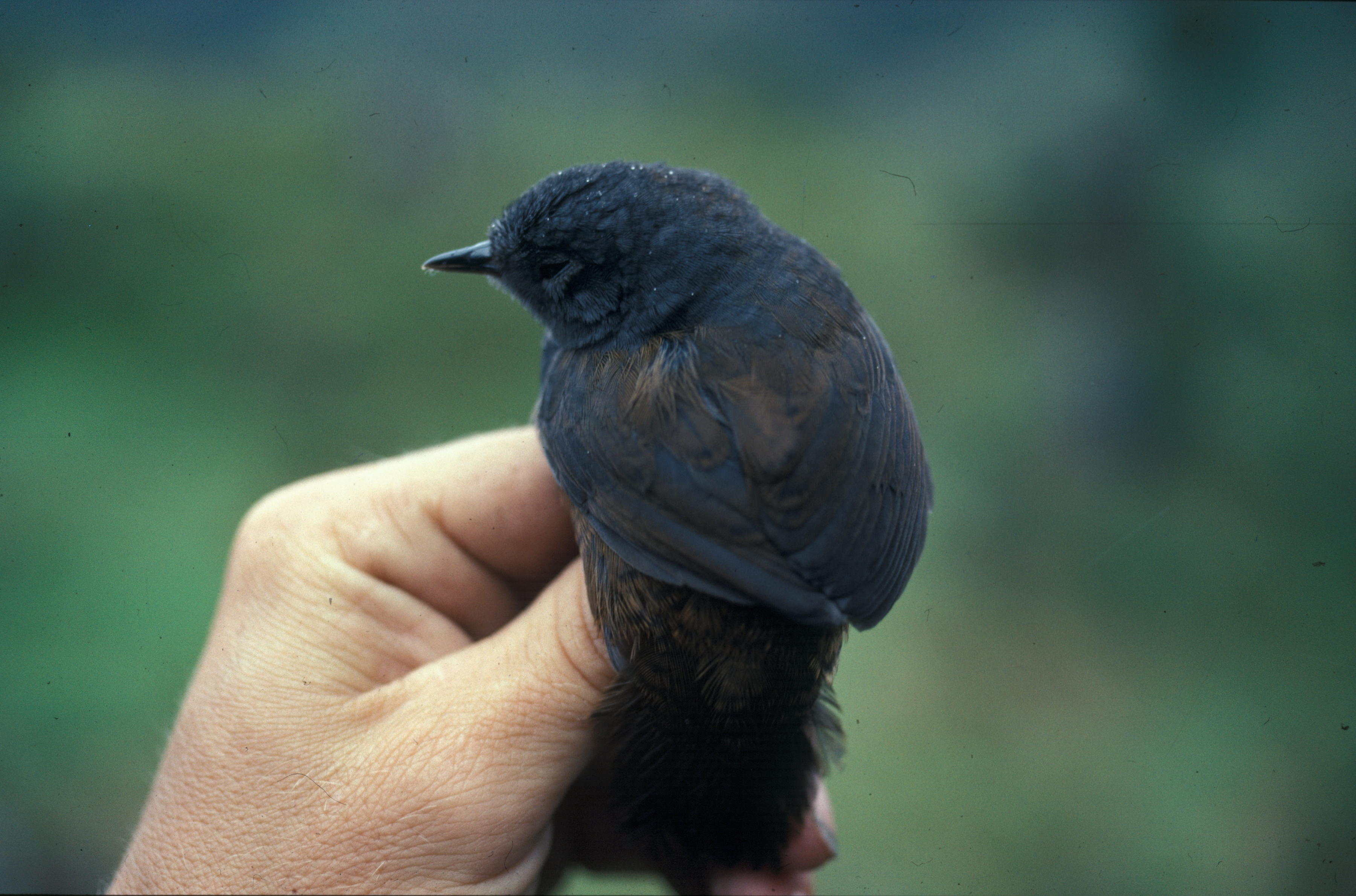
Scytalopus latrans

  - Scelorchilus albicollis (Kittlitz, 1830)
  - Scelorchilus rubecula (Kittlitz, 1830)

- genere Rhinocrypta
  - Rhinocrypta lanceolata (I.Geoffroy Saint-Hilaire, 1832)

- genere Teledromas
  - Teledromas fuscus (P.L.Sclater & Salvin, 1873)

- genere Liosceles
  - Liosceles thoracicus (P.L.Sclater, 1865)

- genere Psilorhamphus
  - Psilorhamphus guttatus (Ménétries, 1835)

- genere Merulaxis
  - Merulaxis ater Lesson, 1831
  - Merulaxis stresemanni Sick, 1960

- genere Eugralla
  - Eugralla paradoxa (Kittlitz, 1830)

- genere Myornis
  - Myornis senilis (Lafresnaye, 1840)

- genere Eleoscytalopus
  - Eleoscytalopus indigoticus (zu Wied-Neuwied, 1831)
  - Eleoscytalopus psychopompus (Teixeira & Carnevalli, 1989) - tapaculo di Bahia

- genere Scytalopus
  - Scytalopus iraiensis Bornschein, Reinert & Pichorim, 1998
  - Scytalopus speluncae (Ménétries, 1835)
  - Scytalopus gonzagai Maurício et al, 2014
  - Scytalopus petrophilus B.M.Whitney, Vasconcelos, Silveira & Pacheco, 2010
  - Scytalopus pachecoi Mauricio, 2005
  - Scytalopus novacapitalis Sick, 1958
  - Scytalopus bolivianus J.A.Allen, 1889
  - Scytalopus atratus Hellmayr, 1922
  - Scytalopus sanctaemartae Chapman, 1915
  - Scytalopus femoralis (Tschudi, 1844)
  - Scytalopus micropterus (P.L.Sclater, 1858)
  - Scytalopus vicinior Zimmer, 1939
  - Scytalopus robbinsi Krabbe & Schulenberg, 1997
  - Scytalopus chocoensis Krabbe & Schulenberg, 1997
  - Scytalopus rodriguezi Krabbe, Salaman, Cortés, Quevedo, Ortega & Cadena, 2005
  - Scytalopus stilesi Cuervo, Cadena, Krabbe & Renjifo, 2005
  - Scytalopus panamensis Chapman, 1915
  - Scytalopus argentifrons Ridgway, 1891
  - Scytalopus caracae Hellmayr, 1922
  - Scytalopus meridanus Hellmayr, 1922
  - Scytalopus latebricola Bangs, 1899
  - Scytalopus perijanus Donegan & Avendaño, 2008
  - Scytalopus spillmanni Stresemann, 1937
  - Scytalopus parkeri Krabbe & Schulenberg, 1997
  - Scytalopus parvirostris Zimmer, 1939
  - Scytalopus acutirostris (Tschudi, 1844)
  - Scytalopus unicolor Salvin, 1895
  - Scytalopus griseicollis (Lafresnaye, 1840)
  - Scytalopus canus Chapman, 1915
  - Scytalopus opacus Zimmer, 1941
  - Scytalopus affinis Zimmer, 1939
  - Scytalopus altirostris Zimmer, 1939
  - Scytalopus urubambae Zimmer, 1939
  - Scytalopus schulenbergi B.M.Whitney, 1994
  - Scytalopus simonsi Chubb, 1917
  - Scytalopus zimmeri Bond & Meyer de Schauensee, 1940
  - Scytalopus superciliaris Cabanis, 1883
  - Scytalopus magellanicus (J.F.Gmelin, 1789)
  - Scytalopus fuscus Gould, 1837
  - Scytalopus latrans Hellmayr, 1924
  - Scytalopus gettyae Hosner et al., 2013
  - Scytalopus macropus von Berlepsch & Stolzmann, 1896
  - Scytalopus diamantinensis Bornschein, Mauricio, Belmont-Lopes, Mata & Bonatto, 2007

Il genere Melanopareia, in precedenza assegnato alla famiglia, è stato segregato, in base alle risultanze di recenti studi filogenetici, in una famiglia a sé stante (Melanopareiidae).